# Crosson-Schelfeis
Koordinaten: 74° 57′ S, 109° 30′ W
Das Crosson-Schelfeis ist ein rund 56 × 30 km großes Schelfeis vor der Walgreen-Küste des westantarktischen Marie-Byrd-Lands. Es liegt nördlich und nordöstlich des Mount Murphy und wird vom Smith-, Pope-, Vane- und Haynes-Gletscher gespeist.
Der United States Geological Survey kartierte es anhand eigener Vermessungen und Luftaufnahmen der United States Navy aus den Jahren von 1959 bis 1966. Das Advisory Committee on Antarctic Names benannte es 1976 nach William Edward Crosson (1933–2024), Kommandeur des antarktischen Bautrupps der US Navy während der Operation Deep Freeze des Jahres 1973.